# Gute Güte
Gute Güte ist ein Projekt, das für die Umsetzung der Wasserrahmenrichtlinie der Europäischen Union wirbt, die von den EU-Mitgliedstaaten verlangt, bis 2015 alle Gewässer in einen guten ökologischen und chemischen Zustand zu bringen. 
Gute Güte ist ein Projekt vom Landesverband Niedersachsen des Bund für Umwelt und Naturschutz Deutschland. Zusätzlich erhielt das Projekt Unterstützung von der Niedersächsischen Umweltstiftung, der Niedersächsischen Lottostiftung, der Region Hannover, der Stadtentwässerung Hannover und der Stadt Hannover. 